# Syzygium ngoyense
Syzygium ngoyense là một loài thực vật có hoa trong Họ Đào kim nương. Loài này được (Schltr.) Guillaumin miêu tả khoa học đầu tiên năm 1938.